# Сејфти
Сејфти (енгл. Safety), је један од начина постизања поготка у америчком фудбалу. Може се извести (догодити) на три начина: 
- Кад је играч оборен у сопственој енд зони,
- Када је лопта слободна у енд зони и ухвати је противнички нападач и
- Када екипа направи фаул у својој енд зони.

Постизање сејфтија доноси екипи два поена.